# Regierung Luxemburg
Die Regierung ist das Organ der Exekutive des Großherzogtums Luxemburg, welches sich aus dem Staatsoberhaupt (dem Großherzog) und den Ministern zusammensetzt. Im allgemeinen Sprachgebrauch und in einem rein administrativen Rahmen sind mit der  Regierung die Minister und die Staatssekretäre gemeint.
Aufgrund der in der Verfassung verankerten Regelungen ist das Staatsoberhaupt allein derjenige, der die Exekutivgewalt ausübt; sämtliche Entscheidungen müssen allerdings durch ein Regierungsmitglied gegengezeichnet werden.

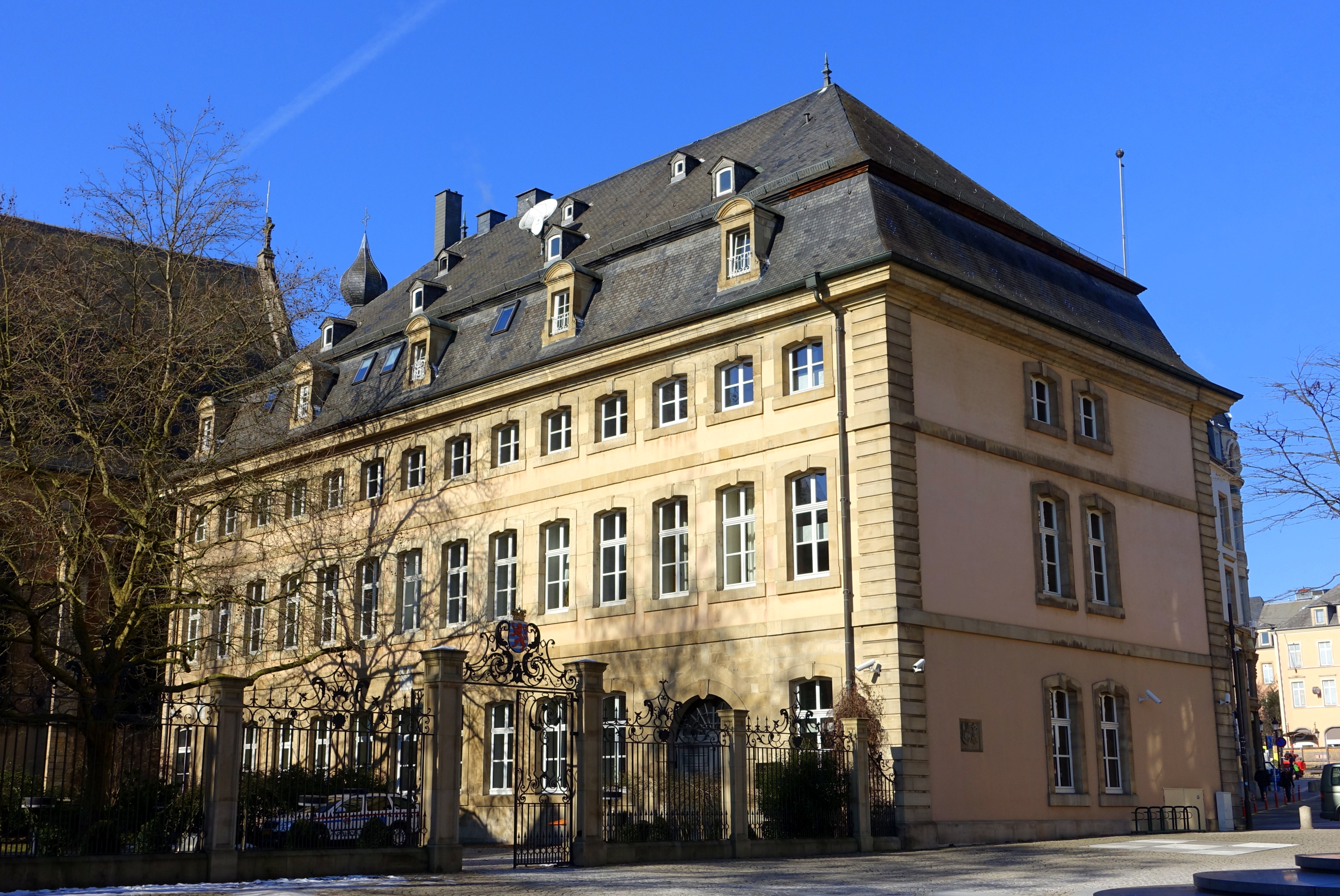
Sitz der Regierung im Refugium Sankt Maximin

Der Sitz der Regierung ist die Stadt Luxemburg und kann nur provisorisch und im Falle besonders gravierender Umstände an einen anderen Ort verlegt werden.
Aktuell befindet sich der formelle Sitz im Refugium St. Maximin, dem Gebäude des Staatsministeriums.

## Regierungsapparat
Das Staatsoberhaupt regelt die Organisation seiner Regierung, die aus mindestens drei Mitgliedern bestehen muss, und ernennt dementsprechend die Minister. Darüber hinaus kann es Mitglieder in fünf verschiedenen Kategorien ernennen (Administrateurs généraux, Premiers Councilors de Gouvernement, Councilors de Gouvernement Première Classe, Councilors de Gouvernement, Councilors de Gouvernement Adjoints).
Das Recht, sein „Personal“ zu ernennen, stellt eine Ausnahme von der allgemeinen Regel dar, die besagt, dass alle dotierten Positionen beim Staat gesetzlich festgelegt sein müssen.
Das Staatsoberhaupt hat die freie Wahl, die Personen zu wählen, die gemeinsam mit ihm als Minister die Exekutive bilden. In der Praxis sind die Wahlmöglichkeiten jedoch begrenzt, da die demokratischen Grundsätze erfordern, dass die Minister nicht nur das Vertrauen des Staatsoberhaupts, sondern auch der Abgeordnetenkammer haben. Nach den allgemeinen Gepflogenheiten wählt das Staatsoberhaupt nur den Präsidenten (Premierminister) aus, der dann die Bildung einer Regierung vorschlägt und von der Kammer angenommen wird. In der Regel werden herausragende Persönlichkeiten aus den Parteien ausgewählt, die in der Kammer über die Mehrheit verfügen. Allerdings kann es auch Minister geben, die nicht in die Abgeordnetenkammer gewählt wurden oder keine direkte politische Ausrichtung haben.
Das Staatsoberhaupt ernennt die ihm vom Premierminister vorgeschlagenen Persönlichkeiten.
Die Regierungsmitglieder müssen Luxemburger Nationalität sein. Ein Ministeramt ist nicht mit dem eines Richters, eines Rechnungshofrats, eines Staatsrats, eines Abgeordneten oder eines Gemeinderats vereinbar.
Die Dauer des Mandats eines Ministers ist nicht festgelegt und das Staatsoberhaupt kann einen Minister jederzeit seines Amtes entheben. In der Praxis macht es von diesem Recht keinen Gebrauch, sondern beschränkt sich darauf, Rücktritte von Ministern anzunehmen, sei es aus persönlichen oder politischen Gründen.

## Regierungsrat
Der Regierungsrat (Conseil de gouvernement oder Gouvernement en conseil) ist das Organ, das sich aus den Ministern und den Staatssekretären zusammensetzt und wöchentlich zusammentritt, wobei die Staatssekretäre nur beratend tätig sind und kein Stimmrecht innehaben.
Sämtliche dem Staatsoberhaupt zur Entscheidung vorzulegenden Angelegenheiten müssen zuvor im Regierungsrat beraten worden sein. Der Regierungsrat befasst sich aber auch mit den Gesetzesvorhaben, die aus der Abgeordnetenkammer eingebracht werden.
Jedes Regierungsmitglied kann im Regierungsrat über Sachverhalte, die in seinen Kompetenzbereich fallen, bei Bedarf abstimmen lassen. Sämtliche Vorgänge, die mehr als ein Ministerium betreffen, müssen im Regierungsrat debattiert werden.
Entscheidungen des Regierungsrats werden mit einfacher Mehrheit getroffen. Bei Stimmengleichheit ist die Stimme des Staatsministers/Premierministers ausschlaggebend. Gemäß der politischen Tradition fällt eine Entscheidung des Regierungsrats allerdings im Konsens, so dass eine Abstimmung nur in seltenen Ausnahmefällen stattfindet.

### Generalsekretär des Regierungsrats
Die Regierung bestimmt einen hohen Beamten aus der Regierungsverwaltung zum Generalsekretär des Regierungsrates.
Der Generalsekretär bereitet die Zusammenkünfte des Regierungsrats vor und fertigt ein Sitzungsprotokoll an. Er sorgt für die Umsetzung der im  Regierungsrat getroffenen Entscheidungen.
Der Regierungsrat kann dem Generalskrwetärz aber auch zusätzliche Aufgaben übertragen.

## Präsident
Der Staatsminister ist Präsident der Regierung.
Dieser sorgt für die Einhaltung des allgemeinen Ablaufs der täglichen Geschäfte und dafür, dass alle staatlichen Dienste nach denselben Prinzipien arbeiten.
Bei einer Stimmengleichheit im Regierungsrat ist die des Staatsministers ausschlaggebend. In extrem dringenden Angelegenheiten kann er Entscheidungen treffen, die gewöhnlicherweise in die Kompetenz des Regierungsrates fallen. In einem solchen Fall muss er den Regierungsrat in nächster Sitzung ins Bild setzen.
Der Staatsminister hat das Recht, eine Entscheidung des Regierungsrats unter Information des Staatsoberhauptes zu suspendieren.
Sofern der Staatsminister zur Ausübung der Präsidentschaft nicht in der Lage ist, fällt die Aufgabe an den Vizepräsidenten des Regierungsrats; ist dieser ebenfalls verhindert, übernimmt der dienstälteste Minister.
Die Bezeichnung „Präsident der Regierung“ ist nicht in der Verfassung genannt und hat auch keinen institutionellen Charakter. Der Terminus, der seit 1857 in den großherzoglichen Beschlüssen über die Organisation der Regierung verwendet wird, kann aufgrund von Artikel 79 der Verfassung jedoch nur der Premierminister derjenige sein, der die Präsidentschaft des Regierungsrats übernimmt.

## Ministerien
Die Minister leiten die vom Staatsoberhaupt übertragenen Ministerien. Weil die Verfassung sämtliche Autorität zwischen Staatsoberhaupt und Regierung verbietet, stehen die Minister hierarchisch direkt unter dem Staatsoberhaupt.
Ein Minister oder Staatssekretär übernimmt die Leitung eines Ministeriums, einer Ministeriumsabteilung oder eines Teils davon, für welches Kompetenzen übertragen wurden. Es kann auch eine Bevollmächtigung für Angelegenheiten außerhalb des eigenen Kompetenzbereichs erteilt werden.
In die Zuständigkeit eines Ministers fallen folgende Aufgaben:
- Gegenzeichnung von Entscheidungen des Staatsoberhauptes, sofern diese das eigene Ministerium betreffen;
- Entscheidung in Sachen des laufenden Tagesgeschäfts seines Zuständigkeitsbereichs;
- Ausarbeitung von durch das Staatsoberhaupt eingebrachte Gesetzesvorhaben und Vorlage in der Abgeordnetenkammer;
- Beantwortung von das eigene Ministerium betreffenden Anfragen aus der Abgeordnetenkammer;
- Sicherstellung, dass die Rechtsnormen der öffentlichen Verwaltung eingehalten werden.
- Treffen von Ministerial- und Verwaltungsentscheidungen und Erteilung von Weisungen und Rundschreiben an seine Verwaltung;
- Die Ausführung von Gesetzen, die grundsätzlich nur dem Staatsoberhaupt obliegt, kann in besonderen Fällen durch ein Gesetz oder einen großherzoglichen Erlass einem oder mehreren Ministern übertragen werden. In diesem Fall können sie Durchführungsbestimmungen in Form einer Ministerialverordnung erlassen werden;
- Ausführen der Beschlüsse des Regierungsrates, sofern in den ministeriellen Kompetenzbereich fallend;
- Ernennung von Personal in öffentliche Funktionen (sofern gesetzlich vorgesehen),
- Aufstellung des Budgets für seinen Kompetenzbereich;
- Beauftragung von Zahlungen seines Ministeriums über das Staatsbudget.

## Aktuelle Einteilung der Ministerien
Die Entscheidung eines einzelnen Ministerialdepartements (Minister) und des Staatsoberhaupts der Zuständigkeit durch alle Regierungsmitglieder wurde im großherzoglichen Beschluss vom 28. Mai 2019 festgelegt.